# منتخب العراق لكرة القدم الشاطئية
منتخب العراق لكرة القدم الشاطئية (بالإنجليزية: Iraq national beach soccer team)‏ ، هي منتخب رياضي وطني لكرة القدم الشاطئية في العراق ، شارك العراق في بطولة كأس العالم لكرة القدم الشاطئية مرة واحدة عام 2009م ، والتي وصلت إلى المرتبة التاسعة من البطولة.